# محرك نفاث

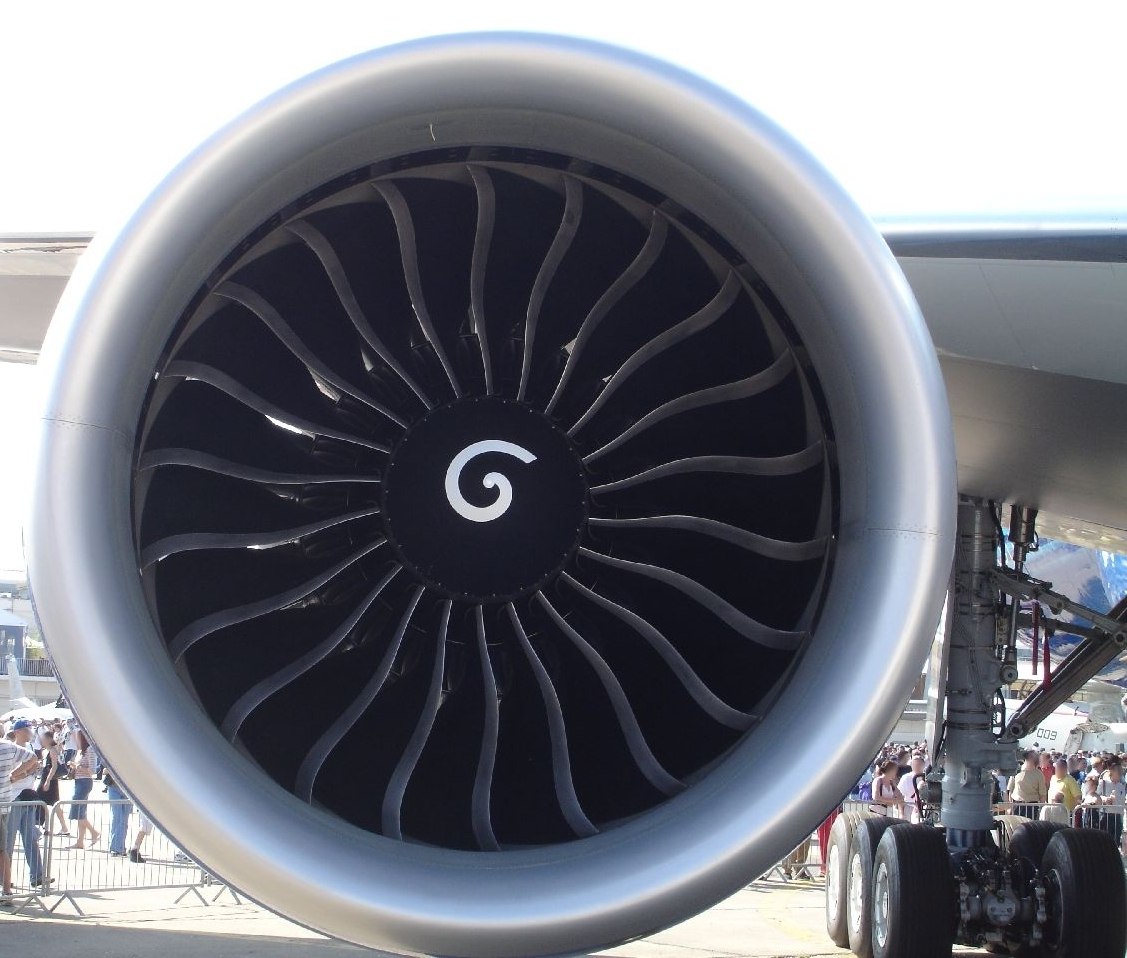
صورة أمامية لمحرك نفاث جي إي 90 لطائرة بوينغ 777.

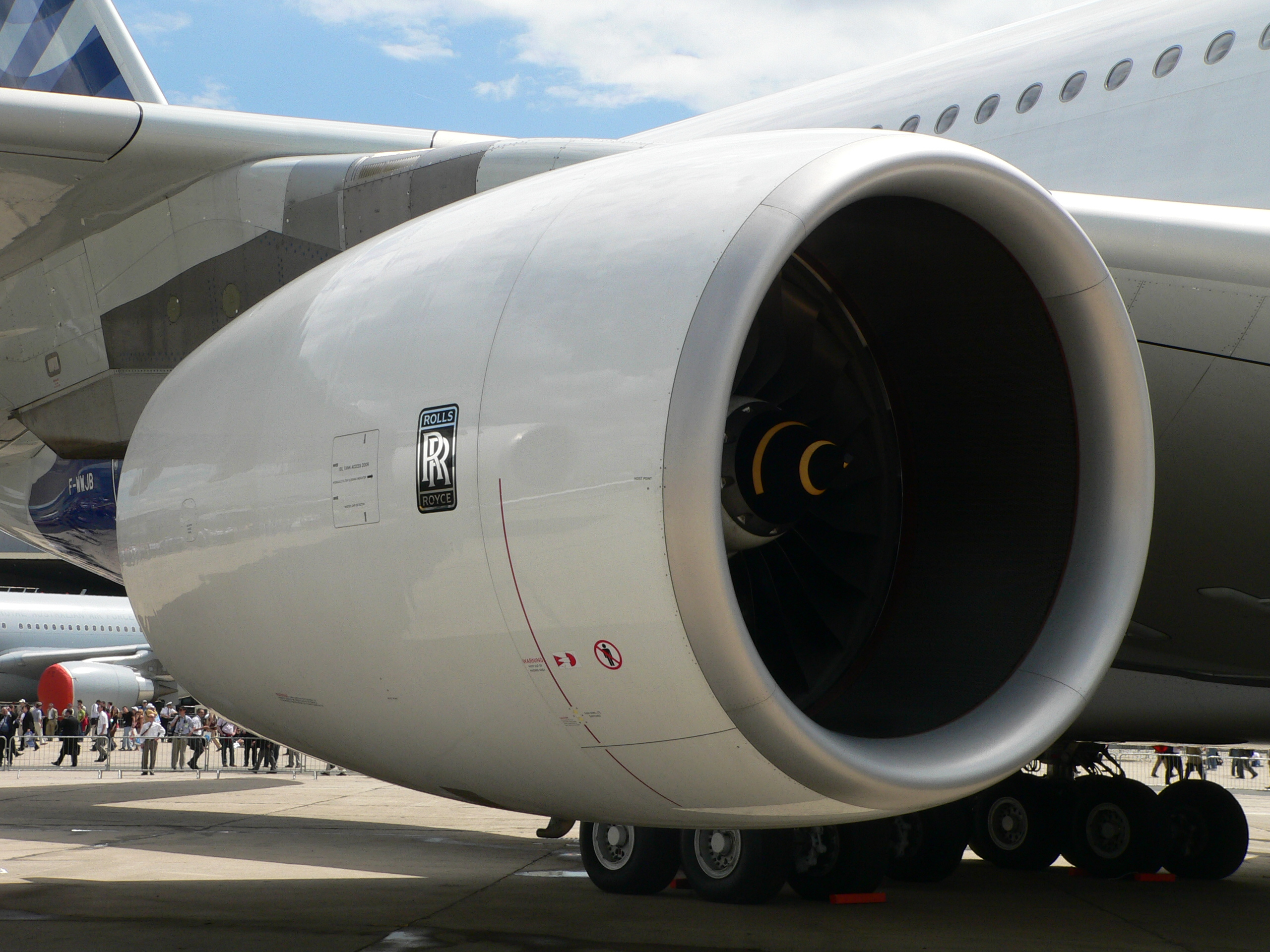
صورة جانبية لمحرك رولز رويس ترنت 900 لطائرة إيرباص إيه 380.

المحرك النفاث هو محرك ينفث الموائع (الماء أو الهواء) بسرعة فائقة لينتج قوة دافعة اعتماداً على مبدأ قانون نيوتن الثالث للحركة. هذا التعريف الواسع للمحركات النفاثة يشمل أيضا التوربين النفاث، والتوربين المروحي، والصواريخ، والنفاث التضاغطي، والنفاث النبضي، وأيضا المضخات النفاثة. ولكن باللفظ الشائع يُقصد بالمحرك النفاث: محرك بريتون لدورة التوربين الغازي، أو اختصاراً، التوربين الغازي ذي ضاغط الغاز المدعوم من دفع الهواء أو الماء له، والذي تنتج طاقته المتبقية الدفع أو القوة الدافعة. ألف الناس بأن التوربين الغازي يعرّف بأنه أحد التطبيقات المنفصلة عن المحرك نفاث، بدلاً من القول وبطريقة أصح بأنه جزء من المحركات النفاثة التي تشكل محركات احتراق داخلي دون أن تُظهر أي شكل من أشكال الاحتراق خارج المحرك.
تُستخدم المحركات النفاثة بالأساس للطائرات ذات المدى الطويل، فالطائرات القديمة كانت تستخدم محرك توربين نفاث لم يكن بذات الكفاءة المطلوبة مما حدا للطرز الحديثة من تلك الطائرات النفاثة باستخدام محركات توربين مروحي ذات تحويلة جانبية كبيرة، الأمر الذي ساعد على زيادة معدل السرعة والمدى وأمّن كفاءة أفضل لاستهلاك الوقود في تلك الطائرات من غيرها من مركبات النقل. حتى أن نسبة استهلاك تلك المحركات النفاثة من الاستهلاك العالمي بلغ 7.2% عام 2004.

## تسلسل زمني

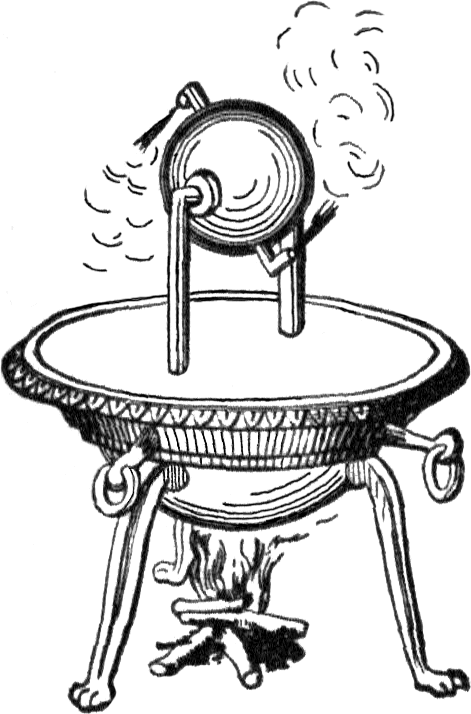
رسم تصويري لجهاز هيرون.

### ما قبل النفاث
يمكن تقفي جذور المحركات النفاثة إلى القرن الأول الميلادي، عندما اخترع هيرون الإسكندراني محرك بخاري بسيط أسماه «كرة إيولوس» (باللاتينية: Aeolipile) تيمنا بإله الرياح عند الإغريق، وهو يستخدم قوة البخار من خلال فتحتين نفاثتين متعاكستين، الأمر الذي يجعل الكرة تدور بسرعة شديدة حول محورها. ويقول الخبراء أنه ليس من الظاهر حتى الآن أن هذا المحرك استخدم لتوليد القوة الحركية، وإن أية تطبيقات عملية له لم يتعرف عليها أحد بعد، فيُعتقد أنه كان قد صُنع لمجرد الفضول لا غير.
ظهر الدفع النفاث، بصورة مجازية، مع ظهور الصواريخ عند الصينين بالقرن الثالث عشر، وقد بدأت الصواريخ بداية متواضعة حيث كانت تستعمل بالألعاب النارية، ثم تطورت بسرعة لتصبح شكل من أشكال الاسلحة، لتتوقف عند هذا الحد طيلة مئات السنين ولا يطرأ عليها أي تطور جديد. عام 1633، أقلع العالم العثماني لاجاري حسن جلبي مع ماوصف بصاروخ مخروطي الشكل وهبط هبوطًا رائعًا على الأرض باستخدام شكل من أشكال الأجنحة البدائية، مما جعل السلطان يكافئه على ذلك، فجعله في منصب رفيع بالجيش العثماني.
كانت الصواريخ البدائية بسيطة الصنع وغير فعالة لأداء السرعات المنخفضة، وبالتالي لم يكن بالإمكان استخدامها بالطيران. وبحلول عام 1930 كان العلماء قد ابتكروا المحرك المكبس ذي الأشكال المختلفة (القطر الثابت والقطر الدوار، المبرد بالماء أو بالهواء) فكان بهذا الشكل الوحيد المتوفر لاستخدامه في الطائرات في ذلك الزمن، ولقي قبولاً واسعًا بسبب انخفاض كفائة الطائرات التي كانت متوافرة حينئذ.
وفي وقت لاحق بدأ المهندسون يعون أن محرك المكبس محدود القدرة ولا يستطيع الوصول للحد الأقصى من الأداء الذي يمكن الحصول عليه، والحد يكمن أساسا بكفاءة المروحة التي تصل لذروتها عندما يقترب طرف المروحة من سرعة الصوت. فأدركوا أنهم إذا أرادوا تطوير كفاءة المحرك وكذلك الطائرة فلابد للقدرة أن تزداد وأن تتخطى الحواجز.
ولتحقيق ذلك، كان ينبغي إما تطوير تصاميم محركات المكبس، أو إنتاج شكل جديد مختلف تماما من مكائن الطاقة، وبهذا كانت تلك الحركة التطويرية قد تعدت مرحلة محرك التوربين الغازي وأنتجت ما يسمى بالمحرك النفاث، ويعتبر هذا الابتكار الثورة الثانية في عالم الطيران منذ طيران الأخوان رايت الأول.

### بدايات النفاث الأولى

الأجزاء الرئيسية من محرك النفث الحراري أو الماطور النفاث.

كانت تصاميم المحركات النفاثة الأولى تصاميمًا هجينة، حيث كانت مصادر الطاقة تستخلص أولاً بضغط الهواء ثم تُخلط مع الوقود للاحتراق لتولّد دفعًا نفاثًا للمحرك. صممت تلك المحركات الأولى على يد سكندو كامبيني وأطلق عليها تسمية النفاثات الحرارية، وتمثلت طريقة عملها بأن الهواء المضغوط عن طريق المروحة كان يُقاد بواسطة محرك المكبس التقليدي. ومن أمثلة هذه الأنواع تصميم قديم لهنري كواندا لمحرك طائرة كواندا،  1910 ثم كامبيني كابروني سي سي 2 عام 1940 والمحرك الياباني "Tsu-11" الذي استخدم في طائرات الكاميكاز. وعلى الرغم من هذا التطور في تصاميم المحركات النفاثة، والذي استمر حتى نهاية الحرب العالمية الثانية، فإن تلك المحركات لم تحقق نجاحًا كليًا عندما وضعت موضع التجربة، فمحرك CC.2 الإيطالي على سبيل المثال الذي عمل عليه المصممون لفترة طويلة، تبين أنه كان أبطأ من بعض التصاميم التقليدية.
يعتبر التوربين الغازي المفتاح العملي للمحرك النفاث، فهو يستخدم لاستخلاص الطاقة من المحرك نفسه لإدارة الضاغط. أعطيت أول براءة اختراع للتوربين الثابت لجون باربر بإنجلترا عام 1791. كان أول توربين غازي ذاتي الدفع قد صنع في عام 1903 على يد المهندس النرويجي، ايجيديوس ايلنج، أما أول براءة اختراع أعطيت لمخترع محرك دفع نفاث، فكانت عام 1917. استمر التوربين الغازي بدائيًا حتى عقد الثلاثينات من القرن العشرين، حيث كان لمحدودية التصميم وقلة الخبرة بالتعامل مع المعادن التي تدخل في صميم صنع المحرك أثرها في عدم حصول أي تطور يذكر، كذلك كان هناك عدد من المشاكل الأخرى التي واجهت المصممين مثل تلك المتعلقة بالأمان ووزن المحرك ومدى قدرته على الاحتمال ومن ثم إمكانية استمراره بالعمل لفترة طويلة.
في عام 1923 كتب ادجار بكنجهام من المكتب الوطني الأمريكي للمقاييس تقريرا شكك فيه أن المحرك النفاث يمكنه أن ينافس اقتصاديًا الطائرات ذات المراوح بالارتفاعات أو السرعات المنخفضة وقال فيه: «لايوجد أي فرصة حالية تمكن المحركات ذات المراوح النفاثة من النوع الموجود أن تكون عملية وفعالة حتى بالمجال العسكري».

### تنافس بريطانيا وألمانيا
عام 1929 عرض الطيّار المتدرج فرانك ويتل أفكاره عن التوربين النفاث بشكل رسمي إلى رؤسائه،  وحصل على براءة الاختراع بعد ذلك بسنة في إنجلترا واعتمدت عام 1932. أخرج هذا الاختراع للعالم ضاغط دفع محوري ذو مرحلتين يغذي ضاغط الطرد المركزي أحادي الطرف، وكان يركز على أبسط ضاغط بالطرد المركزي فقط. كان من نتيجة هذا الاختراع أن ظهر أول محرك يعمل على الوقود السائل ويحتوي على مضخة خاصة به عام 1937، وأثناء تجربة المحرك، صعق فريق ويتل عندما استمر المحرك بالعمل على الرغم من منع الوقود عنه، فتبين أن الوقود يتسرب داخل المحرك الذي لم يتوقف عن العمل حتى احترق جميع الوقود بداخله، لذلك لم يستطع ويتل أن يقنع الحكومة بجدوى اختراعه وهكذا استمر تطوير المحرك النفاث بوتيرة بطيئة.

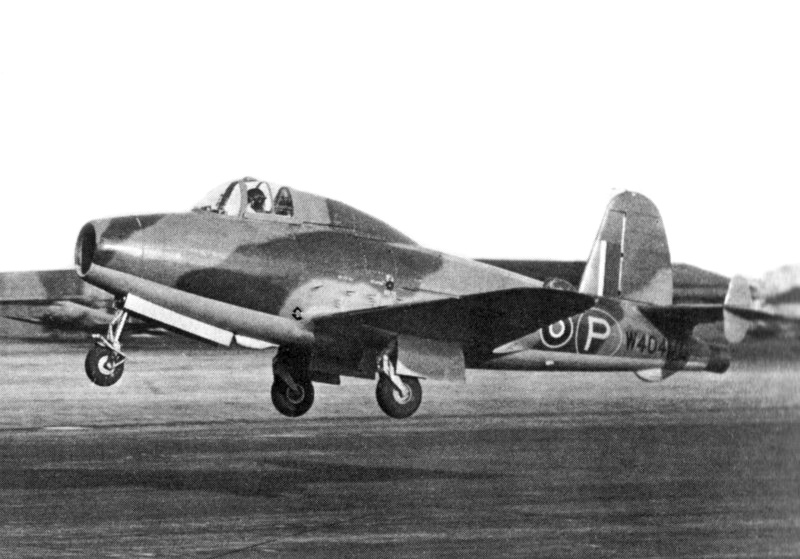
طائرة جلوستر E.28/39 بمحرك W.1 من إنتاج فرانك ويتل.

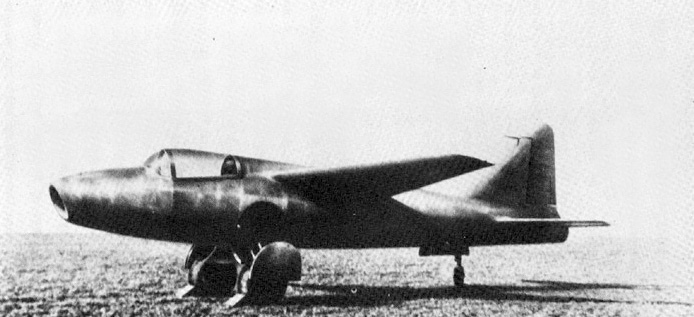
طائرة هينكل He 178، أول طائرة بمحرك نفاث.

في عام 1935 بدأ هانز فون أوهين العمل على تصميم مشابه بألمانيا، غير عالم بمحاولة ويتل السابقة على ما يظهر. كان المحرك التجريبي الأول لأوهين أكثر تكاملاً وعمل على الطاقة خارجية، إلا أنه لم يستطع اثبات المفهوم الأساسي للمحرك. وبعد هذه المحاولة قابل أوهين إرنست هيكل أحد كبار مصنعي الطائرات في ذاك الوقت وعرض عليه تصميم للمحرك الموعود. وكان هينكل قد اشترى لتوه مصنع هيرث للمحركات فخصص قسمًا خاصًا لأوهين ومسؤول الميكانيك ماكس هان اللذان شرعا بإنتاج وتشغيل الطراز الأول لمحركات HeS 1 في سبتمبر من سنة 1937، باستخدام الهيدروجين كوقود يضخ تحت ضغط خارجي. استخدمت التصاميم اللاحقة من شاكلة HeS 3  (بقدرة 5 كيلونيوتن) البنزين كوقود، وجهزت إحدى تلك الطائرات، والتي حملت اسم He 178، ليُصار إلى الطيران بها، فحصل ذلك على يد الطيار إيريك وارسيز في صباح 27 أغسطس سنة 1939، وكانت تلك أول طائرة تطير باستخدام محرك نفاث.
وبحلول تلك الحقبة الزمنية، بدأ العلماء والمسؤولون ينظرون إلى محرك فرانك ويتل بنظرة إيجابية ويأخذون فكرته على محمل الجد، وبدأت شركته المسماة محركات الطاقة المحدودة (بالإنجليزية: Power Jets Ltd) تحصل على الدعم من وزارة الدفاع للمساهمة في مساعدته على إكمال مشروعه، وبتاريخ 15 مايو سنة 1941 طارت أول طائرة تحمل اسم جلوستر E.28/39 بمحرك من إنتاج شركة ويتل، بقوة دفع وصلت إلى 4 كيلونيوتن، وقد أطلق على هذا المحرك تسمية محرك W.1. واجه كل من محرك ويتل ومحرك أوهين مشكلة أساسية هي مشكلة الدفق بالطرد المركزي، وهي عبارة عن قيام الضاغط بدفع الهواء بقوة من المدخل الرئيسي إلى المحيط الخارجي للمحرك، حيث يُضغط الهواء مرة أخرى بواسطة تشكيله مجرى متباعدًا محولاً سرعتها إلى ضغط. كانت الفائدة من وراء ذلك التصميم أنه جعل المحركات النفاثة مفهومة التصميم بشكل أكبر، ومزودة بشاحن ذو طرد مركزي فائق للهواء، يمكن استخدامه على محركات المكبس.

ضاغط دفع محوري، لاحظ المراوح الثابتة والمتحركة.

نظام مطور لكرسي التحميل للعمود الرئيسي للمحرك النفاث.

وعلى الرغم من هذا التطور، إلا أن تقنية سرعة العمود الدوار للمحرك بقيت محدودة، فالضاغط يحتاج إلى قطر كبير حتى ينتج الطاقة المطلوبة، وهذا يعني أن المحركات تحتاج واجهة أمامية كبيرة نوعًا ما، وهذا غير مفيد لقدرة الطائرة بسبب ازدياد نسبة الاحتكاك مع الهواء بحال تم تضخيم واجهة المحرك، كذلك فإنه في هذه الحالة سوف ينحني مجرى الهواء خلال مقطع الاحتراق بشكل عكسي، ثم التوربين ومن ثم مجرى الذيل، الأمر الذي يشكل تعقيدا أكثر في عمل المحرك وانخفاضًا في مستوى كفاءته، ومع ذلك فإن لمحركات ويتل مزايا مهمة كخفة الوزن وبساطة الصنع والقدرة على الاعتماد عليها، وقد تطورت بسرعة لتواكب التصميمات الصالحة للطيران.
أقدم المهندس النمساوي أنسيلم فرانز من شركة يونكرز الألمانية على حل تلك المشكلات سالفة الذكر بابتكاره لضاغط دفع محوري، وهو بالأساس محرك توربيني معكوس، فالهواء يهب بقوة من الأمام نحو مؤخرة المحرك عن طريق منصة المراوح أو قنوات التقارب، حيث تكون قد تبددت أمام مجموعة مراوح ثابتة تُسمى قنوات التباعد، وتبين لفرانز في وقت لاحق أن تلك العملية لا تولد ذات القوة التي يولدها ضاغط الطرد المركزي، لذلك وضع عدد من تلك المراوح الثابتة والمتحركة بالتسلسل في سبيل الحصول على الضغط المطلوب، ومع تلك الإضافات المعقدة، بقي قطر المحرك صغيرًا نوعًا ما، مما أعطى ديناميكية أفضل للطائرة، فسُمي المحرك محرك جامو 004، وبعد حل الكثير من الإشكالات الفنية، أقدمت المصانع على إنتاج الكثير من تلك المحركات ابتداءً من سنة 1944، وجهزت على طائرات مسرشميت مي 262، وهي أول طائرة نفاثة مقاتلة، ثم جهزت بها أول قاذفة قنابل نفاثة. كان هناك عدد من العوامل التي سببت تأخير توفير تلك المحركات، منها التعطيل عمداً من قبل بعض المهندسين الألمان الذين لم يرغبوا بوصول تلك التصاميم أو الأفكار إلى يد الحلفاء كي لا ينتجوا طائرات من شأنها أن تساهم بالحرب على ألمانيا وقصف مدنها بشكل أكثر فعالية أواخر الحرب العالمية الثانية، وعند نهاية الحرب أخذ الحلفاء المنتصرون تلك التقنية الفنية وعملوا بها وطوروها وأدرجوها في طائرات الولايات المتحدة والاتحاد السوفيتي النفاثة. ما يُستفاد من إرث محركات الدفق المحوري هو بالواقع أن جميع المحركات النفاثة على الطائرات ثابتة الأجنحة قد استلهمت من ذلك التصميم الأم.

### ما بعد الحرب

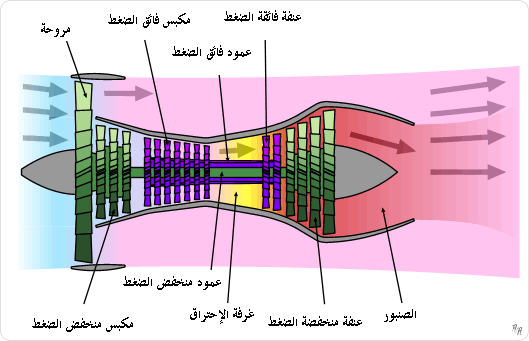
محرك مروحي نفاث ذو تحويلة كبيرة للهواء حول المحرك.

طورت محركات دفق الطرد المركزي من تقنية الارتكاز، فازدادت سرعة عمود الدوران الرئيسي بالمحرك، وتقلص قطر ضاغط الطرد المركزي. يعتبر المحرك الأقصر من مميزات هذا التصميم، وهو يُستخدم في الطائرات المروحية بشكل خاص، حيث يعتبر حجم المحرك أكثر أهمية من الواجهة الأمامية، وحيث تكون مكونات المحرك أكثر قوة وأشد متانة، وحيث يعتبر ضاغط الدفق المحوري أكثر عرضة للأجسام الغريبة المخربة.
كان استعمال المحركات النفاثة قد أصبح واسع الانتشار في عدد من أسلحة الجو حول العالم بحلول عقد الخمسينات من القرن العشرين، ولم يدخل استعمال هذه المحركات في نطاق الطائرات المدنية بشكل عام إلا بحلول عقد الستينيات، عندما أصابت حمى التطوير محركات المراوح التوربينية فأخرجت المحرك المكبس من النظام بأكمله وجعلته مخصصًا للطائرات الصغيرة المخصصة للخدمات العامة.
استمرت كفاءة المحركات النفاثة سيئة جدا في بعض الأحيان خلال العقد المذكور، وبحلول عقد السبعينات قام المهندسون بحل الكثير من المشاكل عن طريق استخدام مكائن نفاثة ذات تحويلة جانبية عالية، فاستطاعو التغلب على مشاكل الارتفاع والسرعة العاليين في محركات المكبس والمحركات المروحية، واستطاعوا أيضًا حل مشكلة كفاءة الوقود.

## أنواع المحركات
هناك أنواع عديدة من المحركات النفاثة، تحصل جميعها على الدفع من السرعة العالية للعادم النفاث. الجدول المبين أدناه يوضح بعضاً من تلك المحركات.
| نوع المحرك                                 | الوصف | المميزات | المساوئ |
| ------------------------------------------ | --- | --- | --- |
| نفث بالماء أو مضخة مياه                    | النافورات المائية من خلال الخراطيم | بإمكانه العمل بالمياه الضحلة، قوي، قليل الضرر للحياة البرية (الحبار أكثر الحيوانات استعمالاً له) | أقل كفاءة من المراوح، وسهل التحطيم |
| الماطور النفاث أو النفاث الحراري           | نظام بدائي للمحرك النفاث مخصص لشفط الهواء، أساسه مكبس مضغوط بالأكسجين داخل المحرك مع مخرج عادم نفاث | سرعة العادم أعلى من المراوح مما يعطي دفع أفضل بالسرعة العالية | ثقيل وقليل الكفاءة ويعطي طاقة أقل من المطلوب. |
| توربين نفاث                                | هو المصطلح العام للمحركات التوربينية المبسطة | بساطة بالتصميم، كفاءة للسرعات فوق الصوتية (2 ماخ) | تصميم مبسط يفتقد للكثير من التصميمات المطورة للسرعات ماتحت الصوتية، مزعج نوعا ما. |
| التوربين المروحي                           | صمم ضاغط المرحلة الأولى ضخمًا بشكل واضح، وذلك حتى يعطي تيار جانبي حول قلب المحرك للتبريد ولإعطاء نسبة كبيرة من الدفع. معظم أشكال محركات النفاثة تستخدم هذا النظام مثل بوينغ 747 وأيضًا المحركات العسكرية التي تستخدم نظام الاحتراق للطيران فوق الصوتي. | أقل ازعاجًا مع الكمية القوية من التيار المار به وأقل سرعة إجمالية للغازات العادمة، كفاءة أفضل للسرعة ماتحت الصوتية عند المسافات الطويلة، أبرد لدرجة حرارة العادم | ذو تعقيدات كثيرة (كثرة قنوات الهواء، وعادة ما يكون متعدد الفتحات والمخارج)، محرك ذو قطر كبير نوعا ما، يحتاج إلى شفرات ثقيلة، سريع التأثر بالأجسام المرتطمة به وبالثلج، السرعة القصوى له محدودة بسبب إمكانية التعرض لموجات الصدمة التي تضر المحرك.          |
| الصاروخ                                    | يحمل كل الوقود والمؤكسد على متنه، وينبع النفث من أسفله ليدفعه للأعلى | قلة القطع المتحركة، له كفاءة عالية بالسرعات من 0 ماخ حتى 25 ماك، نسبة الدفع/ الوزن تفوق المئة، ليس هناك من تعقيدات لمداخل الهواء، معدل الضغط شديد الارتفاع وسرعة العادم عالية تتعدى خمس أضعاف سرعة الصوت وتسمى سرعة فوق صوتية هائلة، سهلة لعمل الفحص والاختبارات عليها، تعمل بالفراغ وأفضل مجالات عملها خارج الغلاف الجوي، لأن ذلك يخفف الضغط على الهيكل عند الوصول للسرعة القصوى، حجمه الإجمالي صغير نوعًا ما بهدف المحافظة على البرودة، ولا يوجد توربين في مجرى هواء العادم الحار كما هو بالمحرك التوربين المروحي. | امتعطش للوقود بكثرة وباستمرار، انخفاض الدفع النوعي لوحدة الوقود الصاروخي يتم كل 100 إلى 450 ثانية، ضغط حراري شديد جدًا على غرفة الاحتراق مما يصعّب استعمالها مرة أخرى، يحتاج إلى حمل مواد المؤكسدة على متنه مما يزيد من احتمال خطورة ذلك. شديد الازعاج.      |
| النفاث الضغطي                              | الهواء الداخل مضغوط بأكمله بسبب سرعة الهواء الداخل وشكل القناة (متباعد) | قلة الأجزاء المتحركة، يولّد سرعة تتراوح بين 0.8 ماك و 5 ماك، كفاءة بالسرعات العالية (تتراوح من 2 ماك وفوق)، أخف النفاثات، نسبة الدفع\الوزن تصل إلى 30 بالسرعة المطلوبة، نظام التبريد أسهل من ذاك الخاص في التوربين النفاث حيث لايوجد شفرات توربينية للتبريد | ينبغي بسرعتها الابتدائية أن تكون عالية حتى يستطيع العمل، ليس له كفاءة بالسرعة المنخفضة بسبب ضعف معدل الضغط، من الصعب تنظيم عمود القدرة للملحقات، محدود القدرة للسرعات المنخفضة. دفق الهواء يجب أن يخفض للسرعات دون الصوتية، من الصعوبة عمل اختبارات عليها. |
| المروحة التوربينية وعمود الدوران التوربيني | كلا المحركين ليسا بنفاث، إلا أنها تستخدم التوربين الغازي لإمدادها بالقوة لتحريك عمود المراوح أو العمود الدوار كما في المروحية. | كفاءة عالية بالسرعات المنخفضة (تحت الصوتية)، تعد قدرة عمود الدوران بالنسبة للوزن عالية | السرعة القصوى محددة للطائرات، صاخبة نوعًا ما، نقل السرعات معقد لوجود صندوق التروس بالمروحة. |
| محرك مراوح                                 | محرك توربيني مروحي يُقاد بواسطة مراوح خارجية، مشابه للتوربين المروحي لكن لا يحوي غطاء للمراوح | كفاءة عالية للوقود، أقل صخبًا من المحرك التوربيني المروحي، مفيد للطائرات التجارية عالية السرعة، استعمل بثمانينات القرن العشرين خلال فترة نقص بالوقود | لايمكن تطويره، أكثر صخبًا من التوربين المروحي، معقد. |

## مقارنة لأنواع المحركات

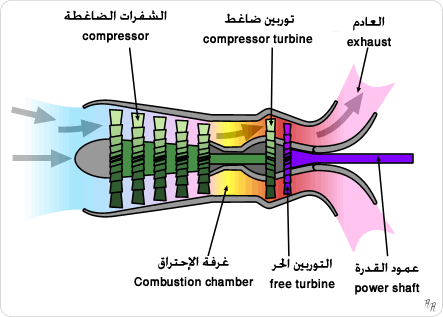
محرك عمود دوران توربيني.

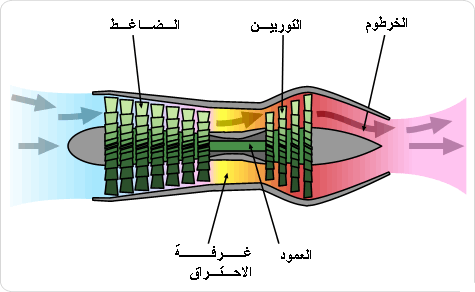
محرك توربين نفاث.

حركة اندفاع المحرك تساوي كتلة الهواء × سرعة النفث الذي يخرجه المحرك.
I = m c
حيث:
m = كتلة الهواء بالثانية.
c = سرعة العادم.
وبتعبير آخر، تكون الطائرة أسرع إذا ازدادت نسبة انبعاث الهواء بالثانية من المحرك أو إذا ازدادت سرعة الهواء المنبعث، فكليهما نفس الشيء. إلا أن الطائرة التي بسرعة معينة (v)، والهواء يتحرك باتجاهها سينتج احتكاك عنيف ينعكس على سحب الهواء: m v.
للمحركات النفاثة مدخل هواء يمكن كمية كبيرة من الغازات أن تخرج من العادم. أما محرك الصاروخ العادي فليس له مدخل هواء، لذا يُحمل الوقود والمؤكسدات على الهيكل، وبالتالي فإن تلك المحركات ليس لديها احتكاك قوي. الدفع الإجمالي على الخرطوش هو نفسه صافي الدفع للمحرك. لذا فإن خصائص دفع المحرك الصاروخي تختلف تماما عن المحركات النفاثة.

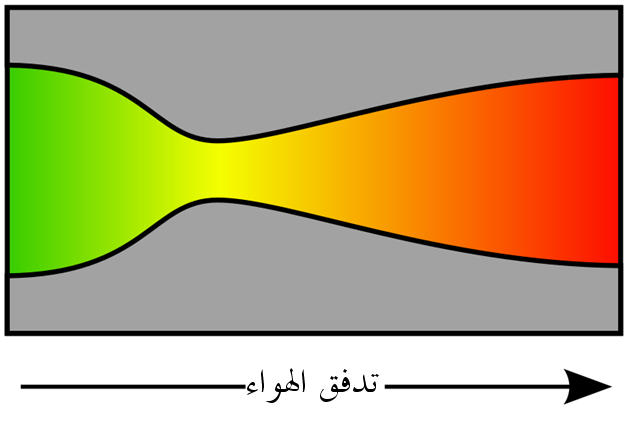
خرطوش دي لافال. لاحظ ضيقه بالوسط ليزيد من سرعة الهواء الخارج من الأخضر إلى الأحمر.

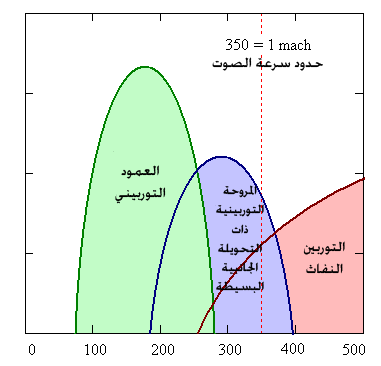
مقارنة بين 3 أنواع من المحركات وكفائتها في سرعات مختلفة.

يعتبر محرك شفط الهواء مفيدًا فقط في حالة سرعة الغاز الخارج من العادم (c)، حيث يكون أكثر سرعةً من الطائرة (v). صافي دفع المحرك يعادل أو يساوي نفس نسبة الغاز المنبعث مع السرعة (c) - (v)، لذلك فإن الدفع يُعادل في واقع الأمر: (S = m(c - v
لمحرك العمود التوربيني مراوح دوارة كبيرة بإمكانها سحب وتسريع دخول كمية كبيرة من الهواء لسرعة محدودة، وهذا ينطبق على جميع الطائرات ذات المراوح، لذلك فهي لا تعطي أي دفع إضافي إذا تعدت الطائرة السرعة القصوى. (c-v <0)
التوربين النفاث، والمحركات المشابهة له، تسحب وتسرع من دخول كميات أقل من الهواء وتحرق الوقود، ولكن تبعث ذلك بأعلى سرعة ممكنة بواسطة خرطوش يسمى دي لافال. لهذا السبب فهي ملائمة للسرعات فوق الصوتية.
من جهة أخرى، فإن كفاء الدفع أو ما يسمى كفاءة استخدام الطاقة تكون قد بلغا أقصى حد لها عندما تتساوى سرعة الغاز المنبعث من العادم مع سرعة الطائرة، ويكون عادم المروحة التوربينية ذات التحويلة الجانبية البسيطة مخلوطًا بسرعتين لتيار الهواء تتحرك بسرعتين مختلفتين (c1 وc2) ومعادلة الدفع بتلك الحالة ستكون: (S = m1(c1 - v1) + m2(c2 - v2
حيث تشكل m1  و m2 كتلة الهواء الذان يخرجان من العوادم. لتلك المحركات تأثير أقوى من النفاثة بالسرعات المنخفضة، وتعتبر أفضل من عمود الدوران التوربيني(طائرة مروحية) والمراوح بشكل عام، عند السرعة العالية. فعند الوصول إلى سرعة 10 كيلومترات مثلاً، تكون فعالية محرك عمود الدوران التوربيني أقوى على مستوى 0.4 ماك، أما المروحة التوربينية ذات التحويلة الجانبية البسيطة فتكون أكثر فاعلية على مستوى 0.75 ماك، والمحركات النفاثة بدورها تكون أفضل عندما تصل السرعة إلى 1 ماك، وهي سرعة الصوت.
تعد السرعة والارتفاع العاليين أفضل بالنسبة لمحركات الصواريخ، ذلك أن دفع وكفاءة محرك الصاروخ تتحسن تدريجيًا مع زيادة معدل الارتفاع (بسبب انخفاض الضغط الخلفي وهكذا سيزداد صافي الدفع من على خرطوش العادم)، بينما يسبب انخفاض كثافة الهواء الداخل للمسرب (وكذلك انخفاض الهواء الساخن الخارج من الخرطوش) انخفاض صافي الدفع بزيادة الارتفاع بالنسبة للتوربين النفاث أو التوربين المروحي. تعتبر محركات الصواريخ أكثر كفاءة حتى من إكس 45 عندما يصل مستوى سرعتها إلى 15 ماك.

## محرك التوربين النفاث
محرك التوربين النفاث هو محرك الاحتراق الداخلي ويُستخدم لدفع الطائرة. يشفط الهواء خلال مدخل المحرك إلى داخل الضاغط ويضغطه، وبعد عدّة مراحل من الضغط الشديد يدخل إلى غرفة الاحتراق. بتلك الغرفة يخلط الوقود مع الهواء المضغوط ويشعل بين دوامة من مقابض اللهب. ترفع عملية الاحتراق تلك درجة الحرارة وحجم الهواء بسرعة ملحوظة، وتخرج الغازات الحارة من عملية الاحتراق من الغرفة بغزارة إلى التوربين الغازي حيث تنزع منها طاقة لتشغيل الضاغط. تخفض عملية التمدد الحراري تلك درجة حرارة الغاز وتقلل من نسبة الضغط، ولكن طالما أن هناك وقود يحترق فإن درجة الحرارة ونسبة الضغط تبقى أعلى من تلك التي في الجو حولها لحظة خروجها من التوربين. بعدها يتمدد دفق الغاز إلى الضغط المحيط خلال الخرطوش الدافع للخارج، مما ينتج نفث هواء عالي السرعة، فإن كانت سرعة النفث أعلى من سرعة الطائرة خلال الرحلة، فسيكون هناك صافي دفع للأمام لهيكل الطائرة.
إن عمل الضخ للضاغط في الظروف العادية يمنع أي دفق خلفي، لذلك تسهل عملية التدفق المستمر للمحرك. تشبه تلك العملية بكاملها دورة احتراق رباعية الأشواط إلا أن عمليات السحب والضغط والإشعال والتمدد إلى العادم تحصل بآن واحد وبأجزاء مختلفة من المحرك. تعتمد كفاءة المحرك النفا على معدل الضغط الكلي بشكل كبير (الضغط الداخل لغرفة الاحتراق\ضغط الهواء الداخل) وعلى حرارة فتحة التوربين في الدورة الكاملة.
يختلف التوربين النفاث عن محرك المراوح في عدّة نقاط: فالتوربين النفاث يأخذ كمية قليلة من الهواء ويضغطها إلى كمية ضخمة، بينما المراوح تسحب كميات ضخمة من الهواء وتضغطها إلى كمية صغيرة. عادم التوربين النفاث عالي السرعة يجعلها ذات كفاءة بالسرعات العالية (خاصة بالسرعات الفوق صوتية) وبالارتفاعات العالية. تعتبر محركات المراوح التي تدار بالتوربين الغازي والمعروفة باسم محرك مروحة توربينية الأكثر شعبية وكفاءة بالطائرات ذات السرعات المنخفضة وتلك التي تطير مسافات قصيرة. تستخدم الطائرات الصغيرة جدًا محركات مكبس لإدارة المراوح.
صمم المهندسون التوربين النفاث ببكرة واحدة، أي بعمود مفرد يصل التوربين بالضاغط. التصاميم ذات معدل الضغط الكلي العالي يكون لها عمودين متحدي المركز، لتحسين ثبات الضاغط خلال تحريك داعس الوقود بالمحرك. تحتوي بكرة الضغط العالي (HP) تلك على عمود ضغط عالي خارجي يصل الضاغط عالي الضغط بتوربين عالي الضغط. تُشكل بكرة الضغط العالي وغرفة الاحتراق نواة أو الغاز المولد للمحرك. يوصل العمود الداخل بعمود ضغط عالي الضاغط منخفض الضغط (LP) بتوربين منخفض الضغط بدوره (LP) لينتج بكرة ضغط منخفض. كلا البكرتين تكونا حرتين بالعمل على سرعة العمود الأمثل. تستخدم طائرات الكونكورد تلك الطريقة.

## محرك التوربين المروحي
معظم محركات الطائرات النفاثة هي محركات توربينية مروحية، يعمل فيها ضاغط الضغط المنخفض LP كمروحة ويعطي شحنة زيادة من الهواء لقلب المحرك وللمجرى الجانبي المحيط بالقلب. يمر تيار الهواء الجانبي باتجاهين: الخرطوش البارد الخارجي، أو يختلط مع الغازات الخارجة من عادم التوربين ذو ضغط LP المنخفض، قبل التمدد خلال خرطوش التيار المختلط. ترغب شركات الطيران عادةً بالحصول على تلك المحركات بسبب سرعة العادم ما دون الصوتية التي تلائم سرعة الطيران، التي ترغب بها تلك الشركات.

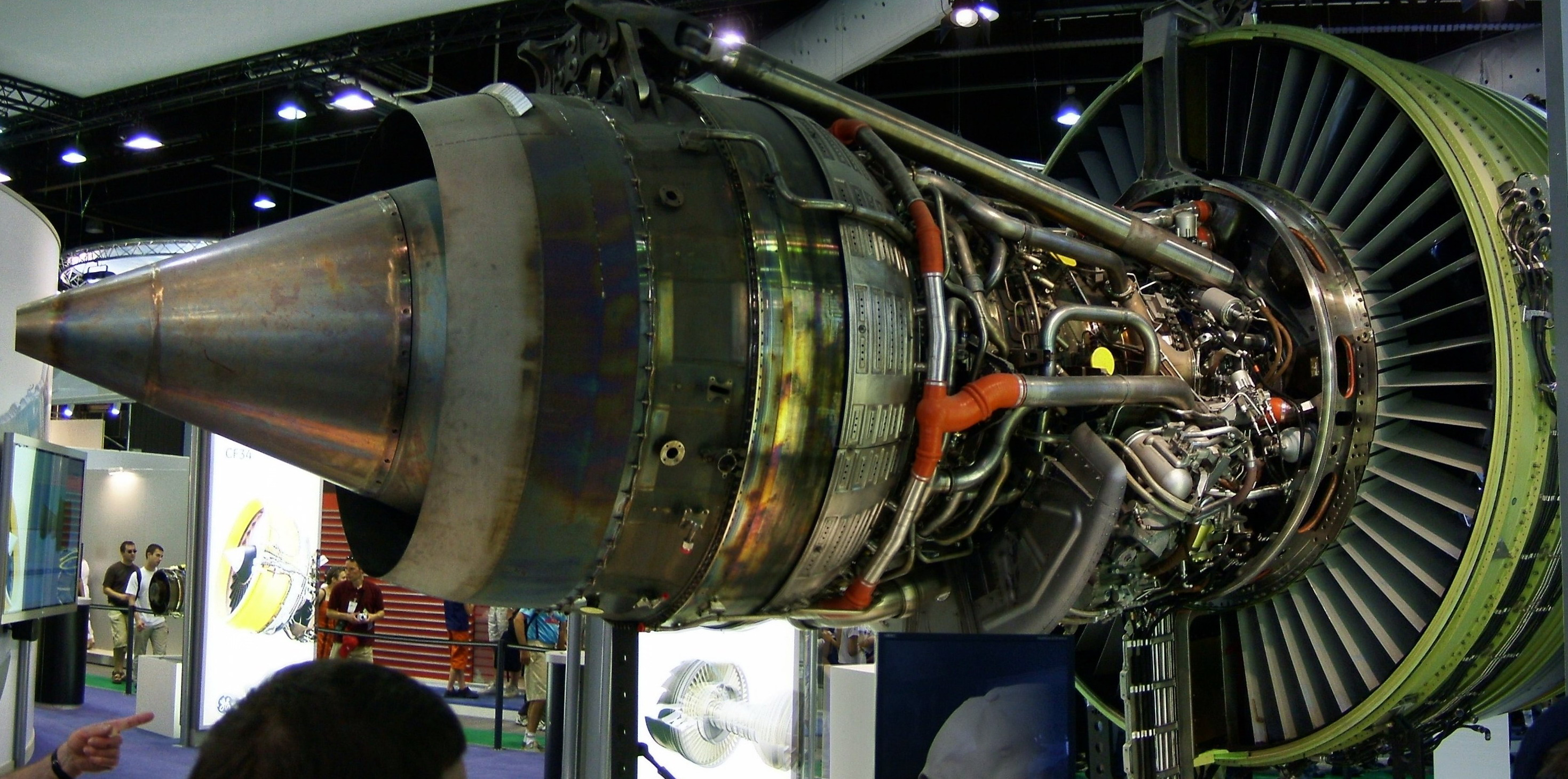
محرك نوع GE90 وقد أزيح عنه غطائه للصيانة.

كان هناك بعض الفروقات ما بين محركات النفاثة المدنية والعسكرية خلال عقد الستينات من القرن العشرين، باستثناء نظام إعادة الإحراق لبعض التطبيقات الفوق صوتية (وتستخدمها الطائرات العسكرية لزيادة السرعة). للتوربين المروحي المدني سرعة عادم منخفضة حاليًا (الدفع النوعي منخفض)، وذلك لتقليل ضوضاء النفاث إلى أقل ما يمكن ورفع كفاءة التوفير بالوقود، من ثم فإن المعدل الجانبي أو معدل التخفيف\التجاوز (تيار الهواء الجانبي مقسومًا على تيار الهواء داخل قلب المحرك حسب المحرك التوربيني أو المروحي الخارجي) يكون مرتفعًا بعض الشيء (تعتبر المعدلات التي تتراوح بين 4:1 و 8:1 معدلات عادية)، لذلك يحتاج هذا المحرك إلى مروحة مفردة فقط، لأن انخفاض معدل الدفع النوعي يشمل انخفاضًا بمعدل ضغط مروحي.
أما محركات التوربين المروحي العسكرية الحالية فلها دفع نوعي مرتفع نوعًا ما، وحتى يمكن زيادة الدفع لأقصى حد ممكن، فقد خفضت الواجهة الأمامية للطائرة. وفي المجال العسكري لا تعطى ر ضوضاء المحركات ذات الأهمية كما بالمجال المدني، لذلك يستخدم الخبراء مراوح متعددة المراحل لإعطاء معدل ضغط مروحي عال للوصول إلى دفع نوعي مرتفع. بالرغم من حرارة مدخل التوربين إلا أن المعدل الجانبي يكون منخفضًا، حيث يصل في العادة لأقل من 2:1.

## المكونات الرئيسية
تتشابه المكونات الأساسية عند معظم أنواع المحركات النفاثة وإن كانت جميعها لا تحتوي كل القطع. فالقطع الأساسية تتكون من:
- المقطع البارد:
- مدخل الهواء: إن إطار المرجع القياسي للمحرك النفاث هي الطائرة نفسها. فمحرك الطائرات النفاثة التي تطير بسرعة ما دون صوتية لايوجد بها أي صعوبات محددة لمدخل الهواء، وهي أساساً تتكون من شكل الفتحة (فتحة المحرك) الذي صمم لتقليل مقاومة حركة الهواء، كما هو الحال لجميع القطع بالطائرة. مع مراعاة أن الهواء الواصل للضاغط بالمحرك النفاث العادي يجب أن تكون سرعته ما دون سرعة الصوت حتى وإن كانت الطائرة فوق صوتية حتى يمكنه المحافظة على حركيّة الدفق للضاغط وشفرات التوربين. بحالة الطيران بسرعة فوق صوتية، تتشكل موجات الصدمة في نظام المدخل وتقلل الضغط المستخلص من المدخل إلى الضاغط. لذلك فإن بعض الفتحات فوق الصوتية تستخدم قطع داخلية ناتئة أو تشبه حبوب الصنوبر بشكلها، لزيادة استخلاص الضغط ولجعل استعمالها أكثر كفاءة مع الموجة الصدمية.

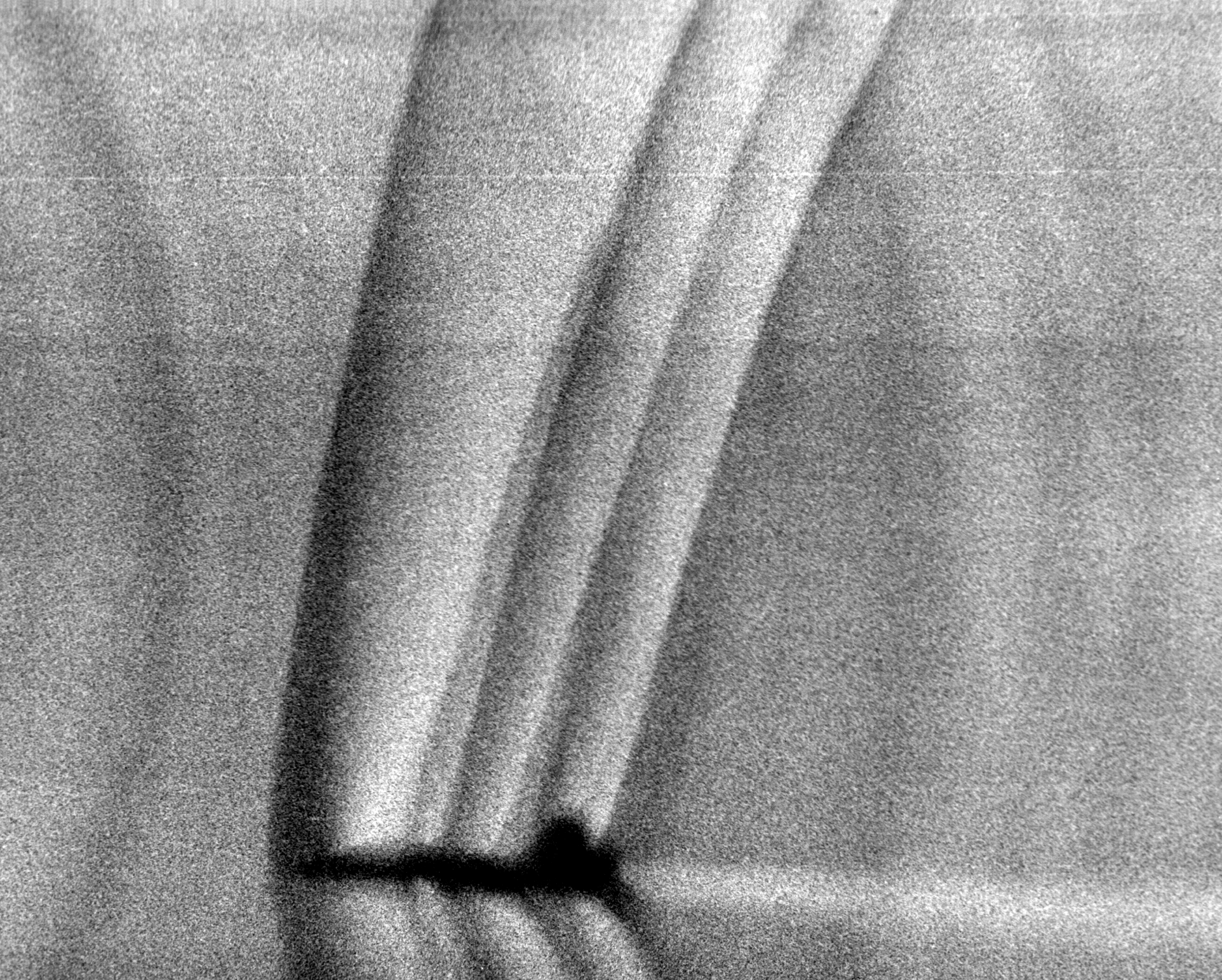
موجة الصدمة.

- الضاغط: يكون الضاغط من عدة مراحل، وكل مرحلة تحتوي على إسطوانة ريش دوارة وأخرى ثابتة. بما أن الهواء يشفط بقوة شديدة خلال الضاغط، فإن هذا سوف يزيد معدل الحرارة والضغط، لذلك تُسحب الطاقة من التوربين مروراً خلال العمود.
- المشترك:
- عمود الدوران: يصل هذا العمود بين التوربين والضاغط، ويدور خلال معظم المحرك، وقد يكون هناك 3 من أعمدة الدوران المتداخلة مع بعضها البعض، ولكن لكل منها سرعته الخاصة المتصلة بمجموعته الخاصة من التوربينات والضواغط. وهناك أشياء مشتركة بينها مثل تصريف الهواء البارد الذي يفرغ على العمود.
- المقطع الحار:
- غرفة الاحتراق (أو الحرّاق): هي الغرفة التي يختلط بها الوقود مع الهواء المضغط فيحترقان وسط اللهب.
- التوربين: التوربين هو سلسلة إسطوانات من الريش الدائرية تعمل كدولاب طاحونة تكتسب الطاقة من الهواء الحار وتبقي بعضًا من تلك الطاقة بغرفة الاحتراق لكي يدير الضاغط. بعض محركات التوربين، مثل المروحة التوربينية وعمود الدوران التوربيني وحتى التوربين المروحي، تستخلص الطاقة بواسطة أقراص توربينية إضافية للتحكم وإدارة المراوح الخارجية أو مراوح التيار الجانبي أو عمود التدوير للمروحية. نوع واحد فقط به توربين حر مصمم بحيث يكون قرص التوربين الذي يدير الضاغط منفصل عن القرص الذي يغذي المكونات الخارجية. يأتي هواء التبريد من الضاغط لتبريد شفرات التوربين والريش حتى لا تذوب من شدة الحرارة.
- جهاز غرفة الاحتراق المساعد: (استخداماته بالطائرات العسكرية) ينتج دفع إضافي بواسطة حرق وقود إضافي، لا يبلغ عادةً الفعالية المرجوة، وترفع درجة حرارة الخرطوش بشكل قوي جدًا عند نفث العادم، بسبب ضخامة حجم الدفع الذي يخرج عند إعادة الإحراق، لذلك يُفضل زيادة مساحة فتحة الخرطوش للحصول على أفضل النتائج عند تشغيل نظام إعادة الحرق.
- الخرطوش: الغازات الحارة تخرج من المحرك خلال الخرطوش إلى الهواء الطلق، والهدف من وراء ذلك إنتاج سرعة نفاثة عالية. يكون الخرطوش بمعظم الأحوال مجمع للهواء الخارج.

### مدخل الهواء

#### المدخل ما دون الصوتي

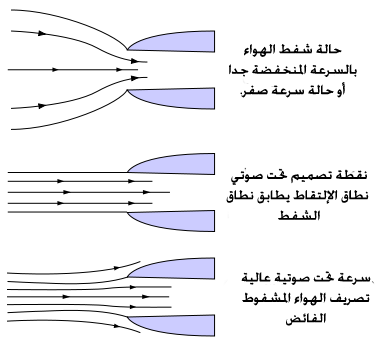
طرق عمل مدخل البيتوت.

فتحة بيتوت (نسبة إلى مخترعه الفرنسي هنري بيتوت) هي الطريقة المثلى لتطبيقات المدخل ما دون الصوتي، فهذه الفتحة هي بمثابة أنبوب مضخم ذو شكل إيرودينامي انسيابي.
في حالة ما إذا كانت السرعة تساوي صفر (حالة الوقوف) فإن الهواء الداخل يأتي من عدة اتجاهات: مباشر ومنحني والآتي من الخلف، فيمتصه مقدمة المدخل.
تكون حزمة خط تيار الهواء الذي يصل طرف المدخل في حالة السرعة المنخفضة أكبر بالمقطع العرضي من نطاق تيار الطرف نفسه، بينما في تصميم الفتحة بسرعة 1 ماك، يكون كلا النطاقين متساويين. يصبح تيار الهواء أقل كثافة بالسرعة العالية، وقد يخرج التيار الزائد من حول الطرف.
تبدأ موجة الصدمة بالظهور عندما يبدأ الهواء بالتسارع حول طرف المدخل بداية من سرعة 0.85 ماك.
تعتبر الدقة بعمل محور نطاق الطرف هي الطريقة المثلى للمحافظة على ضغط المدخل طوال الرحلة وعدم تعرضه لتشويه.

#### المدخل فوق الصوتي
يستغل المدخل الفوق صوتي موجات الصدمة كي يخفف من سرعة تيار الهواء إلى وضع تحت صوتي بمدخل الضاغط.
وهناك شكلين من أشكال موجات الصدمة:
أ- موجات صدمة طبيعية: وتكون عمودية على اتجاه التيار. يكون هذا الشكل حاد المقدمة ويؤثر على التيار بالسرعة تحت الصوتية، ويُلاحظ عند التدقيق بالمجهر أن جزيئات الهواء تتحطم إلى مجموعة من جزيئات تحت صوتية مثل موجات ألفا. تميل الموجة الصدمية إلى إحداث هبوط قوي بمنطقة ضغط الركود، فكلما ازدادت سرعة الماك على مدخل موجة الصدمة العادية، كلما قل خروج السرعة تحت الصوتية منها وزادت نسبة قوتها، بمعنى أن فقدان ضغط الركود خلال تلك الموجة ترتفع نسبته.
ب- الموجات الصدمية تكون إما مخروطية (ثلاثية الأبعاد) أو مائلة (ببعدين) وزواياها متجهة للخلف، تشبه بشكلها الشكل الذي يتخلف عند اصطدام موجات الماء بمقدمة السفينة، وبعد اصتدامها ينتشر تيارها بشكل مخروط أو منحدر. ويكون التيار أضعف بالنسبة للسرعة المعطاة من الموجة الصدمية العادية المشابهة لها، ولكن وعلى الرغم من تناقص سرعتها إلا أنها لا تزال تعتبر فوق صوتية.
شكل الطرف الحاد لفتحة البيتوت يجعلها تعمل بشكل جيد بالطيران فوق الصوتي المنخفض. تتشكل الموجة الصدمية العادية بمقابل طرف الفتحة وتصطدم بالتيار لتهبط سرعته إلى ما دون سرعة الصوت، ومع ذلك فكلما ازدادت السرعة فإن الموجة الصدمية ترتفع نسبتها مسببة هبوط قوي لضغط الركود.
هناك مداخل أو فتحات فوق صوتية متطورة تشبه نظام البيتوت، منها:
1- الاستفادة من اندماج الموجة الصدمية المخروطية والعادية لتحسين مستوى الضغط بالسرعات فوق الصوتية العالية. تستخدم الموجة المخروطية لتقليل رقم الماك للسرعة فوق الصوتية عند الدخول للـموجة الصدمية العادية، وبالتالي تقل نسبة الناتج العام لمضار الصدمة.
2- تصميم «الصدم على الطرف» للسرعة فوق الصوتية، حيث الموجات الصدمية المخروطية والمائلة تضرب بغطاء الطرف، مما يجعل نطاق مسك حزام التيار يساوي نطاق طرف المدخل، وعندما تقل عن سرعة الصدمة على الطرف فوق الصوتي، تكون زاوية الموجة الصدمية أقل ميلانًا مسببة انكسار خط التيار الداخل للطرف بواسطة المنحدر المخروطي. وفي الوقت ذاته تصبح منطقة مسك المدخل أصغر من نطاق طرف الفتحة مما يقلل تيار هواء المدخل. بالاعتماد على خصائص تيار الهواء للمحرك فإنه يكون مرغوبًا تقليل زاوية النتوء أو تحريك المخروط للوراء لإعادة تركيز الموجات الصدمية على غطاء الفتحة لزيادة تيار هواء المدخل.
3- مصممة حتى تنتشر الصدمة العادية باتجاه تيار طرف المدخل، لذلك فإن الدفق على مراوح الضاغط يكون ما دون الصوتي، مع الأخذ بالحساب إذا قل داعس الوقود على المحرك فسيقل معدل تدفق الهواء على مراوح الضاغط، لكن بحالة فوق الصوتي فإن التيار المعدل عند طرف المدخل سيكون ثابتًا، لأنه محدد بواسطة رقم الماك ودرجة انعراج\سقوط المدخل. يمكن التغلب على هذا التقطع عندما تتحرك الصدمة العادية إلى ما دون مساحة المقطع العرضي للمجرى ليقل رقم الماك للموجة الصدمية على المدخل.

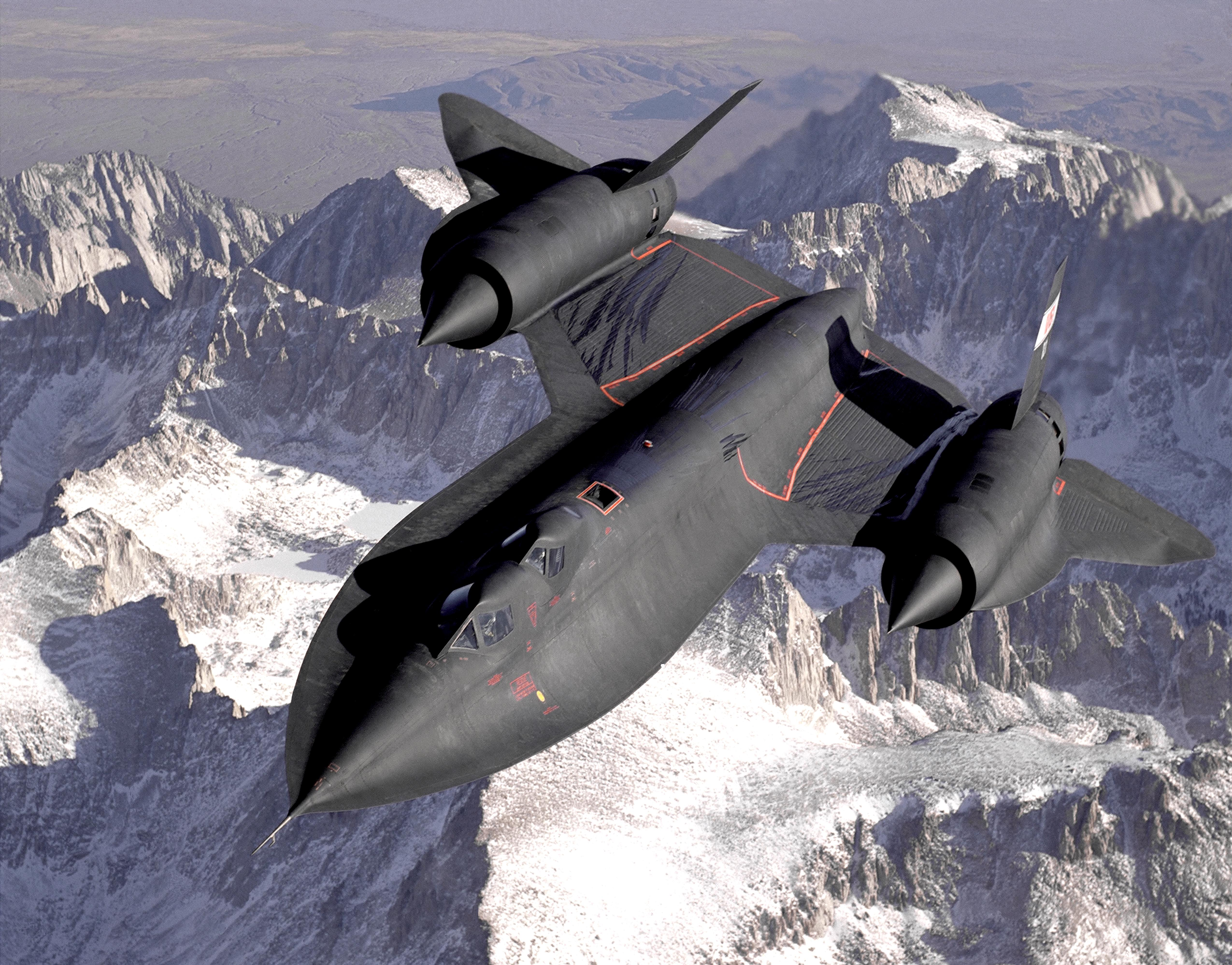
طائرة SR-71. لاحظ المدخل المخروطي للمحرك على الجناح.

العديد من طائرات الجيل الثاني فوق الصوتية تستعمل المدخل المخروطي، الذي يُستخدم لتشكيل الصدمة الموجية المخروطية، وهو موجود بمقدمة طائرات الميغ 21، أو مع المحرك بجنبي الطائرة كما بطائرة ف 104 وطائرات BAC TSR-2.
استحدث المخترعون مداخل ثنائي المخروط في الوقت الحالي بحيث يوضع أحدها فوق الآخر بشكل هرمي، مما يساعد على إعطاء موجة مخروطية اضافية تنتشر بالوصلة ما بين المخروطين. يعتبر المدخل ثنائي المخروط أكثر كفاءة من الأحادي لأن رقم الماك الداخل على الموجة العادية يقل بسبب وجود المخروط الثاني. ويظهر جلياً على طائرات SR-71 بلاك بيرد ذات محركات برات & وتني 58 التي تجعل المقدمة والمؤخرة مخروطية الشكل بداخل غرفة المحرك كي تمنع موجات الصدمة المشكلة كمسامير من الدخول إلى المحرك مسببة توقف المحرك عن العمل، ولكن إبقائها قريبة بما فيه الكفاية في ذات الوقت لإعطاء ضغط هواء مناسب. إن الموجة المخروطية لا تتحرك إجمالاً وأن تحركت فهذه حالة استثنائية.
جعلت التصاميم الأكثر تطوراً من المخروطي المدخل ذا زاوية بحيث يكون أحد حوافه ناتئ، حيث تتشكل الموجة الصدمية المائلة على حافة النتوء. يتواجد هذا الشكل بالمقاتلات الأمريكية بأشكال متعددة، وعادة ما يظهر النتوء على الحافة العمودية الخارجية من المدخل ثم يدخل بزاوية داخلية إلى جسم الطائرة، ومن الطائرات التي تحمل هذا الشكل: ف 105 وف 4 فانتوم.

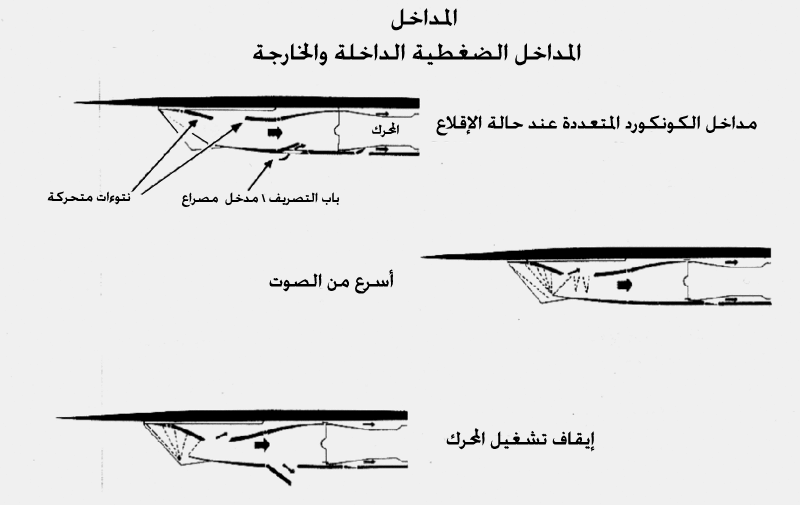
المداخل المتعددة على محرك كونكورد، لاحظ وضوح النتوءات.

تطورت تصاميم المحركات المخروطية بعد ذلك بحيث صار النتوء يقع على قمة الحافة الأفقية بدلاً من الحافة العمودية الخارجية وبزاوية واضحة للأسفل وللخلف. بسّط هذا التصميم تشكيل المداخل وسمح بوجود نتوءات مختلفة تتحكم بتيار الهواء الداخل للمحرك. يُستخدم هذا التصميم بالطائرات التي كانت شائعة في عقد الستينات من القرن العشرين وتلك التي ما زالت شائعة اليوم، مثل: طائرة أف 14 توم كات والتورنادو والكونكورد.

### ضاغط الغاز

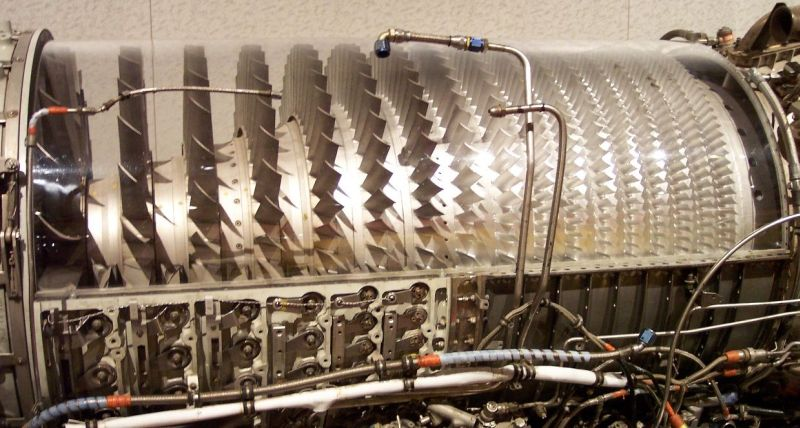
مرحلة الضاغط لمحرك GE J79.

يعتمد الضاغط المحوري على شفرات ذات دوران سريع ومقطع إيرودينامي مشابه لأجنحة الطائرة. وكما أن أجنحة الطائرة تنهار فإن شفرات الضاغط يصيبها الانهيار والتوقف في بعض الحالات، إذ أن تيار الهواء المحيط بالضاغط المتوقف بإمكانه أن يعكس الاتجاه بعنف. إن كل ضاغط له تصميم لخريطة تشغيل سرعة دوران الهواء المعكوس وهي خصائص ينفرد بها كل نوع.
يكون خط عمل الضاغط ثابت ومستقر بحالة الدفع لكمية الوقود المعطاة، لكنه يزاح عند أي حالة انتقالية. لذلك توضع أجهزة عديدة مرتبطة بنظام منع التوقف المفاجئ في مناطق التصريف أو الثوابت، وهي ذات أشكال هندسية لتقليل احتمال حصول أي طفرة بالدوران. وهناك طريقة أخرى لمنع حصول ذلك، وهي تقسيم الضاغط إلى وحدتين أو أكثر، تعمل على أعمدة مختلفة متحدة المركز.
ومن التصاميم أيضًا تصميم مُعدل تحميل المرحلة، أي ابقاءها بمجال محسوس، وذلك إما عن طريق زيادة عدد المراحل الضاغطة (زيادة بالوزن مما يؤدي إلى زيادة الكلفة)، أو بزيادة سرعة الشفرات (يؤدي إلى زيادة الإجهاد عليها وبالتالي إجهاد الإسطوانة). تكون جميع ضواغط الدفق الضخم محورية، ولا تعتبر المراحل الخلفية بالوحدات الأصغر قادرة على الإجهاد القوي بسبب صغر حجمها. لذلك تُستبدل تلك المراحل بوحدة مفردة للطرد المركزي. تستخدم الضواغط الصغيرة عادةً ضاغطين للطرد المركزي مرتبطين على التوالي. بالرغم من عزلة ضواغط الطرد المركزي فإنها قادرة على العمل بمعدلات ضغط عالية (10:1)، ومما يؤخذ بعين الاعتبار أن اجهاد الدفاعة يحد من معدل الضغط الذي يعمل في دورات المحرك ذات معدلات الضغط العالية.
تؤدي الزيادة بمعدل الضغط العام إلى زيادة الحرارة الخارجة من الضاغط. وهذا يؤدي إلى زيادة الضغط على سرعة العمود، للمحافظة على سرعة رقم الماك على طرف الشفرة بالمرحلة الخلفية للضاغط. تحد اعتبارات الإجهاد من زيادة سرعة عمود الدوران مسببة الضاغط الأساسي أيروديناميكيًا أن يدفع للخلف بمعدل أقل من معدل ضغط المعطاة.

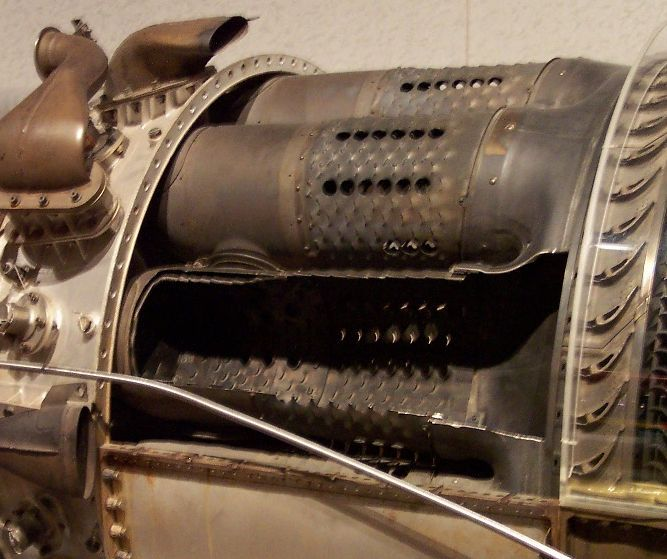
غرفة احتراق لمحرك نفاث من نوع جنرال الكتريك GE.

### غرفة الاحتراق
يجب أن تكون هناك احتياطات كافية لجعل اللهب مستمرًا مع سرعة تيار دفق الهواء بجميع أحوال دعس الوقود وبالكفاءة الممكنة. وبما أن التوربين لا يمكنه تحمل درجات حرارة دمج العناصر الناتجة من المحرقة فإن الضاغط يرسل الهواء ليخفف حرارة النواتج من غرفة الاحتراق إلى مستوى معقول. يُسمى هواء الضاغط المتجه للحارق «دفق أساسي»، وأما الهواء الذي يُستخدم لتبريد نواتج الحارق فيُسمى «دفق ثانوي».

### التوربين

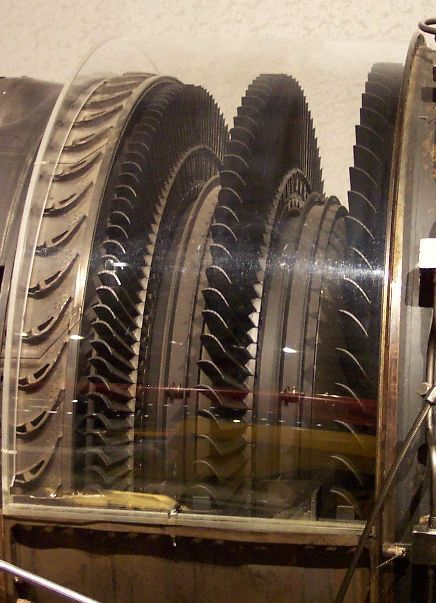
منظر جانبي لمنصة توربين محرك نفاث من نوع جنرال الكتريك GE J79.

بما أن التوربين يتمدد من ضغط عالي إلى ضغط منخفض، فإنه لايوجد ما يُضاهي انهيار أو طفرة للتوربين. يحتاج التوربين عمومًا إلى منصات أقل من الضاغط، والسبب الرئيسي هوالحرارة العالية الداخلة إليه التي ستخفض معدل الضغط وبالتالي عملية التمدد. تكون الشفرات أكثر انبعاجًا، لذلك فسرعة دفق الغاز تكون أقوى.
ينبغي للتوربين أن يكون مصممًا بحيث يمنع انصهار الشفرات والريش عند درجات الحرارة العالية وبيئة الإجهاد. لذلك يخرج من نظام الضاغط انبوب لتسريب الهواء يُدخل التوربين لتبريد الشفرات والريش الداخلية. وهناك حلول أخرى مشابهة مثل: تحسين المواد الخام والتكسية لتلك الإسطوانات، بحيث تتحمل الإجهاد الشديد الناتج من دوران الشفرات القوي، التي تأخذ شكل الاندفاع أو ردة فعل أو الإثنين معًا (الاندفاع وردة الفعل معا) في بعض الأحيان، بالإضافة لتحسين تلك المواد بهدف تقليل وزن الإسطوانات.

### الخرطوش

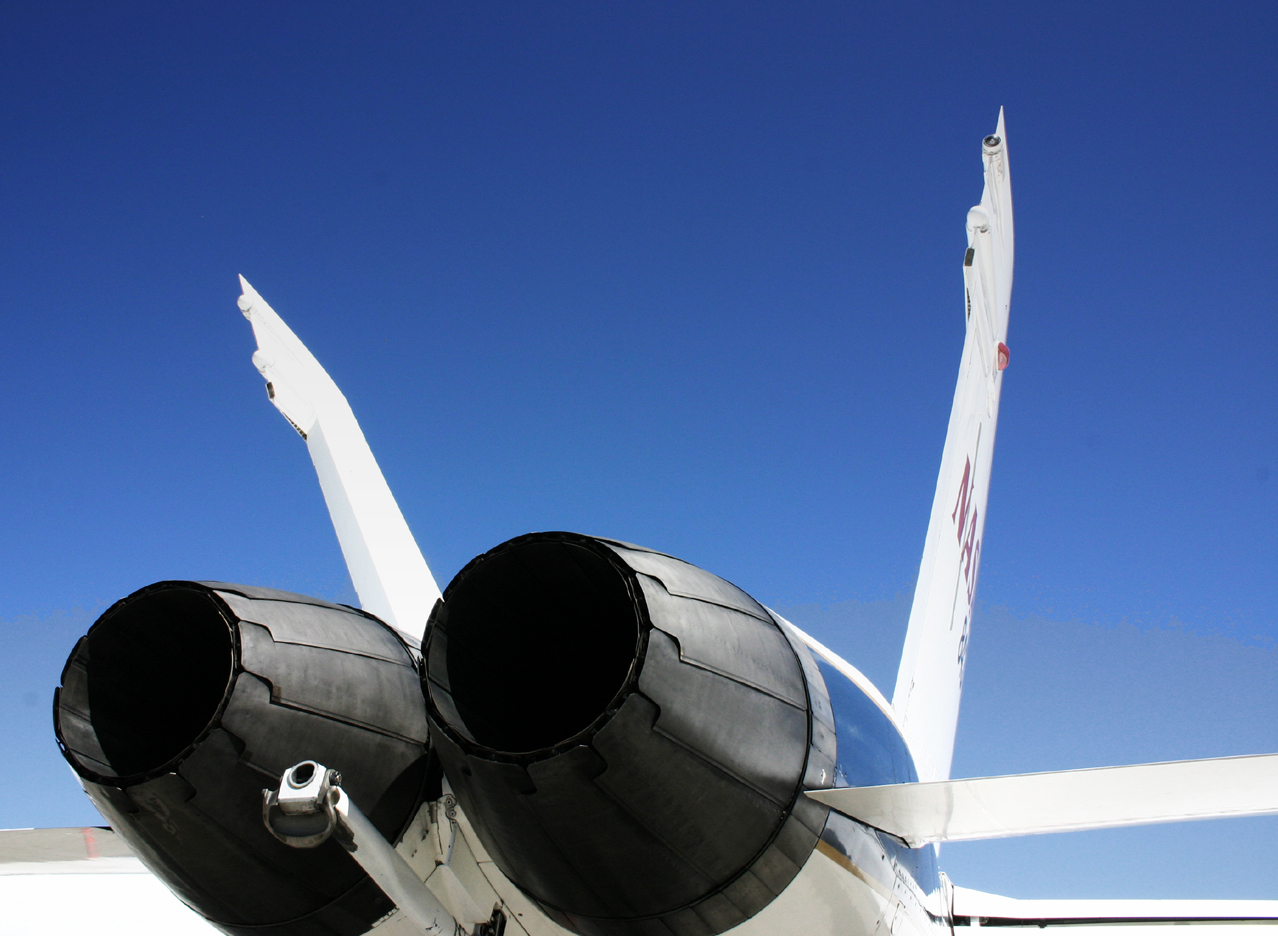
خرطوش عادم متغير على محرك GE F404-400 تابع لطائرة إف/إيه-18 هورنت.

إن الهدف الرئيسي للخرطوش هو إخراج تيار العادم إلى الضغط الجوي العادي، وتشكيله إلى نفث عالي السرعة يدفع الطائرة أو المركبة للأمام. بعض المحركات النفاثة تستخدم الخراطيش المقربة البسيطة.
العديد من محركات الطائرات العسكرية تحتوي على جهاز غرفة الاحتراق المساعد داخل نظام العادم للمحرك. فعندما يعمل النظام تتوسع مساحة رقبة الخرطوش حتى تلائم حجم تمدد الدفق الزائد له. لذلك فالتوربين لا يرتبط بعمل تلك الغرفة. هناك العديد من أشكال رقبة الخرطوش تأتي من تحريك سلسلة من البتلات المتداخلة التي تشبه الشكل الدائري للمقطع العرضي للخرطوش.
بعض المحركات النفاثة كالصاروخ تستخدم خرطوش «متقارب - متباعد» للسماح بخروج أكبر قدر من الهواء المتمدد لإعطاء أكبر كمية من الدفع، فلذلك فإن الخرطوش المستخدم بالمحركات التوربينية النفاثة، تكون بتلاته متحركة هندسيًا حتى يسهل تعاملها مع التغير الكبير لمعدل الضغط الخارج من الخرطوش خلال الطيران أو دعس الوقود للمحرك، وهذا الشيء يسبب زيادة في الوزن وارتفاعًا في كلفة التركيب.
ولتفادي هذه الصعوبات يلجأ المهندسون إلى تركيب الخرطوش القاذف، الذي يجعل الخرطوش أكثر كفاءة خلال جريان الهواء الجانبي، ويتمير بوجود بتلات مرنة الحركة. يقلص دفق الهواء شكل العادم في السرعة ما دون الصوتية إلى شكل متقارب وكلما ازدادت السرعة يتوسع الخرطوشين مما يجعل العادم يظهر بشكل متقارب - متباعد إن تعدت السرعة رقم الماك 1. مميزات الخرطوش القاذف هي بساطة التصميم والثبات، وعيوبه هي أدائه المتوسط (مقارنة مع نوع آخر من النظام الخرطوش) ثم زيادة عامل المقاومة الإيردينامية خلال تيار الدفق الثانوي. ومن الطائرات التي تستخدم هذا النوع من الخرطوش: SR-71، الكونكورد، إف-111 آردفارك، ومحرك ساب.

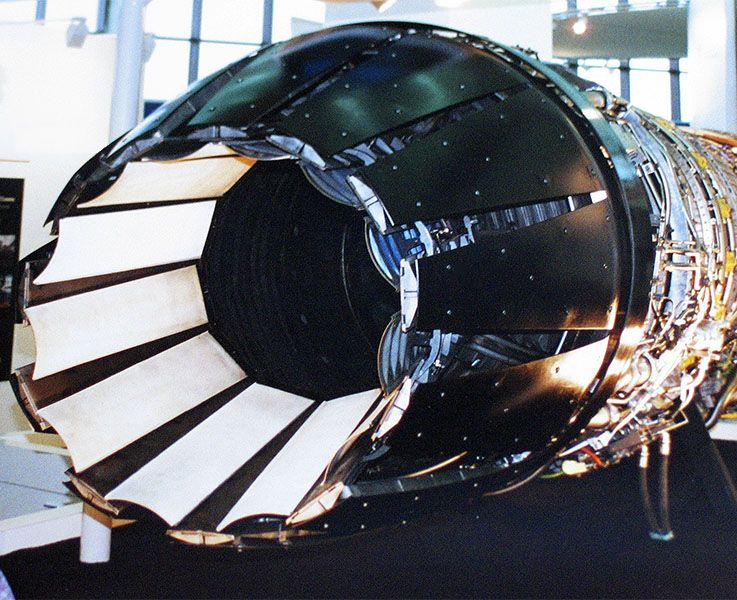
خرطوش نظام "زهرة السوسن" ذو خاصية توجيه الدفع.

وللرفع من جودة الخرطوش، ينبغي استخدام نوع آخر يسمى آيرس نوزل، ويعني بالعربية «خرطوش زهرة السوسن». يستخدم هذا النوع بتلات متداخلة يمكن تحريكها هيدروليكيًا، وهي أكثر تعقيدًا وأفضل جودةً وأسهل لمرور التيار من الخرطوش القاذف. لذلك فهي تجهز للطائرات ذات الكفاءة الأفضل مثل مقاتلات أف 14، إف 15، وأف 16 وأيضًا لقاذفات القنابل الإستراتيجية عالية السرعة مثل B-1 لانسر. ولأنواع الحديثة من تلك الخراطيش خاصية تغيير زاوية (توجيه) الدفع (طائرة الهارير أول طائرة استخدمت نظام توجيه الدفع).
تستخدم محركات الصواريخ أيضًا فوهات أو خراطيش التقارب - التباعد، وتكون البتلات ثابتة لتقليل الوزن. تعتبر مساحة الفوهة لدى الصواريخ أضخم بكثير من مساحة فوهات محركات الطائرة النفاثة لأن معدلات الضغط للخرطوش عالية جدًا مقارنة مع محركات الطائرات.
وبالمقابل فإن بعض محركات التوربين المروحي ذات التحويلة الجانبية العالية تستخدم خرطوش ذو فوهة صغيرة جدًا (أقل من 1.01 نسبة المساحة)، ويُستخدم خرطوش التقارب - التباعد بتيار التحويلة الجانبية أو العادم المختلط للتحكم بخط عمل المروحة.

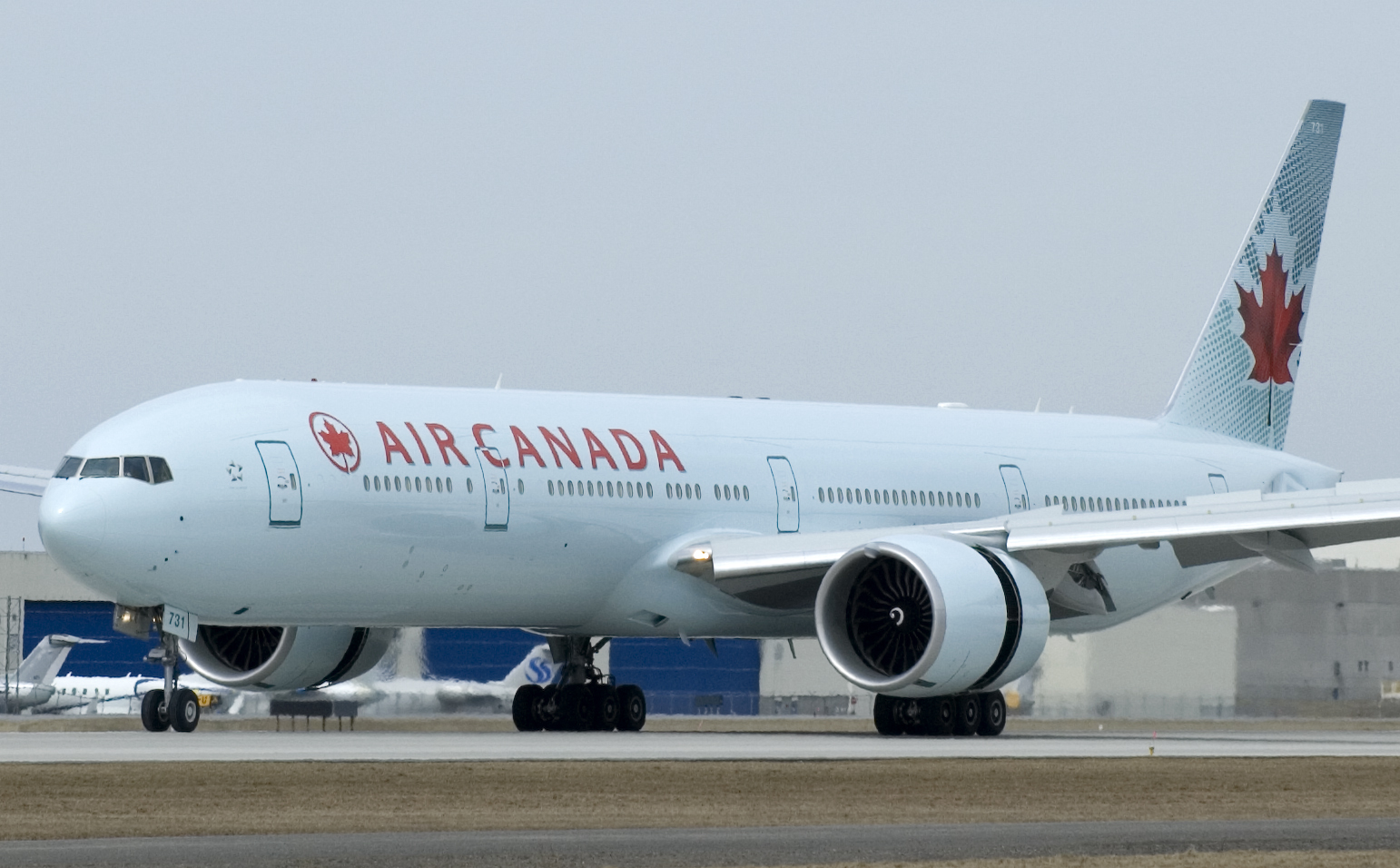
عاكس الدفع خلف غطاء المحرك على طائرة 777.

### جهاز عاكس الدفع
تحتوي على أقداح تدور حول نهاية فوهة الخرطوش وتعكس دفع النفاث كما بطائرات دي سي 9، أو تحتوي على صفائح خلف غطاء المحرك تنزلق للخلف مما يؤدي إلى معاكسة دفع المروحة فتنخفض سرعة الطائرة بشدة (المروحة تنتج معظم الدفع) وهذه الخاصية موجودة عند معظم الطائرات الضخمة مثل طائرة بوينغ 747.

### نظام التبريد
تتطلب المحركات النفاثة غازات حارة جدًا حتى تصبح أكثر كفاءة، ويؤمن لها ذلك عن طريق حرق وقود هيدروكربوني أو هيدروجيني، الأمر الذي يرفع من درجة حرارة الاحتراق لتصل إلى 3500 كالفن أو 3227 درجة مئوية، وهذا أعلى من درجة ذوبان معظم المعادن. وهذا ما يدعو إلى استخدام نظام التبريد لجعل درجة حرارة المعادن أقل من درجة ذوبانها.

#### نظام التهوية
يحيط نظام التهوية بغرفة الاحتراق ويضخ على أطراف صفائح التوربين الدوارة هواء التبريد، الذي يمر من خلال فتحات التنظيم إلى شفرات التوربين فتخفف عنه الحرارة العالية ثم يخرج مع تصريف الهواء إلى تيار الغاز الخارج.
هناك بعض تيار التبريد يخرج من الضاغط ويمر على عمود الدوران وغطاء التوربين، ويوجد أنبوب هواء يمر على جدار غرفة الاحتراق للحيلولة دون وصول درجة حرارته للدرجة القصوى. تُستخدم أنابيب رئيسية وثانوية تسمح بمرور طبقة بسيطة من الهواء على جدار الحارق لمنع زيادة درجة الحرارة.
تعتمد الحرارة الخارجة على الدرجة القصوى التي يتحملها التوربين، وهذا يعتمد على مادة الصنع. ومن شأن تقليل الحرارة أن يمنع الكلل الحراري ومن ثم يمنع الفشل الحراري.
يستخدم هواء الضاغط أيضا لتدفئة المراوح الخارجية ويُستخدم في نظام منع تكوّن الجليد على الهيكل وتدفئة مقصورة الركاب.

### نظام الوقود
يُستخدم نظام الوقود، إلى جانب استخدامه في ضخ الوقود للمحرك، للتحكم بسرعة دسر المراوح الخارجية وبدفق الهواء للضاغط وتبريد زيت التشحيم. يدخل الوقود على شكل رذاذ طيار داخل غرفة الاحتراق، ويتم التحكم بالكمية بشكل تلقائي اعتمادًا على معدل دفق الهواء.
وتسلسل الأحداث لزيادة الدفع يتمثل فيما يلي: داعس الوقود يرتفع فيزداد رذاذ الوقود إلى غرفة الاحتراق فتزداد كمية الاحتراق وهذا يعني أن غازات العادم ستكون أكثر سخونة ويصبح خروجها أسرع مما يعطي مزيدًا من القوة وهذا يؤدي لزيادة دفع المحرك مباشرة. وأيضًا زيادة الطاقة المستخرجة بواسطة التوربين والتي تزيد من سرعة الضاغط، مما يؤدي لزيادة تيار الهواء الداخل للمحرك أيضاً.
يُلاحظ أن معدل كتلة دفق الهواء يتغير بتغير عزم الحركة (كتلة X السرعة) التي تُنتج القوة، وبما أن الكثافة تتغير مع الارتفاع لذا فإن كتلة الهواء الداخل أيضًا تتغير مع تغير الارتفاع والحرارة مما يعني أن مقياس داعس الوقود سيختلف تبعا لتلك التغييرات. لذلك يُلاحظ أن التحكم بدفق الوقود مستحب أن يكون ذاتي التشغيل. عادةً ما يكون هناك نظامين، أحدهما للتحكم بضغط الوقود والآخر بكمية الدفق. فالبيانات المطلوبة التي تؤثر على قدرة مضخة الوقود ذات الضغط العالي هي الضغط والحرارة من المدخل ومن نقاط معينة داخل المحرك، إضافة إلى بيانات الداعس وسرعة المحرك وغيرها.

#### وحدة التحكم بالوقود ومضخته
تلك الوحدة أشبه بحاسوب ميكانيكي، يقرر الخارج من الطرمبة بواسطة منظومة من الصمامات التي تتحكم بضغط الوقود فتسبب التغير بالكمية. فمثلاً عند زيادة الارتفاع يقل ضغط الهواء الداخل فيتمدد الهواء داخل غرفة الاحتراق بسرعة أكثر مما يسبب خروج وقود زائد عن الحاجة عن طريق صمام الوقود الفائض، فتقلل الطرمبة الرئيسية من ضخ الوقود حتى يتعادل الضغط داخل الغرفة مع ضغط هواء الخارجي فيتوقف خروج الوقود الزائد.
يمنع زيادة سرعة المحرك بواسطة منظم السرعة ذي القدرة على تخطي وحدة تحكم الوقود عن طريق حاجز يستشعر سرعة المحرك من حيث الضغط المركزي المتسبب من دوران المضخة. فعند الوصول للمعدل الحرج، يُفتح صمام الوقود الفائض بواسطة الحاجز ويخرج الوقود الزائد مما يخفف سرعة المحرك.
يتأثر ضخ الوقود بالمعطيات الخارجية مثل الارتفاع وتغير الضغط الخارجي والتغير بسرعة الطائرة. أما مضخة الوقود فهدفها جعل ضغط الوقود أعلى من الضغط الموجود بغرفة الاحتراق حتى يمكن ضخه بسهولة.

### نظام تشغيل المحرك
يعتمد نظام التشغيل على نظام الوقود وعملية اشتعال خليط الهواء مع الوقود داخل غرفة الاحتراق. عادةً ما يكون هناك محرك خاص يُطلق عليه تسمية وحدة الطاقة الاحتياطية (APU)، يُستخدم لتشغيل المحرك من خلال تدوير الضاغط إلى سرعة تمكنه من تشغيل التوربين، وهناك عدة أنواع من نظم التشغيل: كهربائي وهيدروليكي وهوائي.
تستعمل معظم الطائرات المدنية مثل البوينغ 737 والإيرباص والطائرات العسكرية الكبيرة هذا النظام، وهو يقع بمؤخرة الطائرة في معظم الطائرات الحديثة أو بأماكن أخرى عند الطائرات الأقدم قليلا، وهو عبارة عن توربين غازي صغير يعمل لإمداد الطائرة بالكهرباء في حالة اطفاء المحركات وتستخدم أيضا لتشغيل المحركات عبر إمدادها بالهواء لتدوير الضاغط ومن ثم تشغيل غرفة الاحتراق لكي يعمل التوربين الذي يشغل المحرك، عند ذلك يمكن اطفاء المحرك الاحتياطي لعدم الحاجة له.
بعض الطائرات كالإف/إيه-18 هورنت تستخدم مضخات هيدروليكية لتشغيل المحركات من خلال التروس أو الجيرات، وتلك المضخات يتم التحكم بها كهربائيًا، فالمحرك الإضافي يُستخدم إلى جانب مهمته الرئيسية وهي تشغيل المحرك، لإمداد الطائرة بالكهرباء والضغط اللازم والتبريد بحال انطفاء المحرك الأساسي.

### الإشعال
تقع شمعتي اشعال بمكانين مختلفين داخل غرفة الاحتراق، وتظل مستمرة بإصدار شرارة داخل الغرفة حتى تمنع إطفاء الشعلة. وهناك حدود للارتفاع وسرعة الهواء لا ينبغي على المحرك أن يتخطاها حتى يبقى قادرًا على الحصول على نسبة الإشعال المطلوبة.
تستخدم محركات جنرال الكتريك 404-400 على سبيل المثال، شاعلاً واحدًا بغرفة الاحتراق وواحدًا بغرفة الاحتراق المساعدة. أما طائرات الإيرباص فتستخدم استشعارًا فوق بنفسجي لتشغيل الشعلة.
تعطي الأشكال الحديثة من نظام الإشعال طاقة من شديدة القوة يمكنها أن تكون قاتلة، لذلك يجب أخذ الاحتياطات الملائمة عند التعامل مع التوصيلات الكهربائية عندما يعمل النظام.

### نظام التشحيم
يستخدم نظام التشحيم للمحافظة على وجود الشحم في أماكن التحميل والارتكاز لمنع الاحتكاك والتأكد من عدم ارتفاع درجة حرارة تلك الأماكن، ويمنع التشحيم أيضًا دخول الأجسام الغريبة إلى أي من القطع المتحركة داخل المحرك ككراسي التحميل والتروس والمسننات.
يتكون هذا النظام من: خزان الزيت ذي جهاز تفريغ من الهواء، مضخة زيت رئيسية، مرشح رئيسي مع صمام مرشح جانبي، صمام تعديل الضغط، ومبرد زيت.
تبدأ طريق مرور الزيت من الخزان فالمضخة الرئيسية ثم المعدل فالمرشح الرئيسي ثم مبرد الزيت حتى يصل للمحرك حيث نقاط التحميل والارتكاز.
عندما ترتفع سرعة المحرك، يزداد الضغط على مناطق التحميل والارتكاز مما يقلل فرق الضغط ما بين تغذية التشحيم والغرفة، الأمر الذي يخفض من معدل الزيت المطلوب، ولذلك فوجود صمام تعديل الضغط لكي يعدل فارق الضغط ضروري حتى يستمر تيار ضغط التشحيم ثابتاً.

## طالع أيضًا
- أداء المحرك النفاث
- التوربين الغازي
- ماطور نفاث
- محرك عمود دوران توربيني
- محرك مروحة توربينية
- صاروخ
- نظام الوقود في الطائرة
- مقبض الدفع
- فوهة دي لافال
- محرك شعاعي

## وصلات خارجية
- رسوم متحركة تشرح كيفية عمل المحرك النفاث
- كيفية عمل محرك نفاث مبسط
- (How Stuff Works) مقالة تشرح عمل محرك التوربين الغازي
- تأثير المحرك النفاث على صناعة الفضاء
- نظرة على التاريخ العسكري للمحرك النفاث
- دراجة هوائية ذات دفع نفاث
- تعليم أساسيات المحرك النفاث - شرح بالفيديو
- الطرازات النفاثة على الإيرباص A330
- تعليم محاكاة تفاعل المحرك النفاث